# Osobowości Dwie
Osobowości Dwie – singel polskiej influencerki, Fagaty, który został wydany 14 lutego 2024.
Nagranie otrzymało w Polsce status złotej płyty 17 lipca 2024.
Singel zdobył ponad 2 miliony wyświetleń w serwisie YouTube (2024) oraz ponad 6 milionów odsłuchań w serwisie Spotify (2024).

## Nagrywanie
Utwór został wyprodukowany przez Syra. Za mix/mastering i realizację utworu odpowiada również Syru. Tekst do utworu został napisany przez Piotra Syrówkę i Agatę Fąk.

## Twórcy
- Agata „Fagata” Fąk – wokal, tekst
- Piotr „Syru” Syrówka – tekst, kompozycja, produkcja, realizacja

## Certyfikaty i sprzedaż
| Państwo       | Certyfikat  | Sprzedaż | Data przyznania |
| ------------- | ----------- | -------- | --------------- |
| Polska (ZPAV) | złota płyta | 25 000+  | 17 lipca 2024   |

## Najwyższa pozycja na listach

### Pozycje na tygodniowych listach
| Kraj   | Lista                          | Pozycja |
| ------ | ------------------------------ | ------- |
| Polska | OLiS – single w streamie       | 42      |
| Polska | Spotify: Top Songs             | 34      |
| Polska | Radio Afera                    | 318     |
| Polska | YouTube: Top 100               | 61      |
| Polska | YouTube: Top Music Videos      | 55      |
| Polska | YouTube: Trending Music Videos | 3       |

### Pozycje na dziennych listach
| Kraj   | Lista                     | Pozycja |
| ------ | ------------------------- | ------- |
| Polska | Spotify: Top Songs        | 28      |
| Polska | Spotify: Viral Songs      | 4       |
| Polska | Radio Afera               | 84      |
| Polska | Apple Music: All Genres   | 70      |
| Polska | Apple Music: Hip-Hop/Rap  | 27      |
| Polska | iTunes: All Genres        | 9       |
| Polska | iTunes: Hip-Hop/Rap       | 2       |
| Polska | YouTube: Top Music Videos | 50      |